# Zenas der Rechtsgelehrte
Zenas der Rechtsgelehrte (altgriechisch Ζηνᾶς ὁ νομικός Zēnãs ho nomikós) war ein Christ aus dem ersten Jahrhundert, der im Brief des Paulus an Titus im Neuen Testament der Bibel erwähnt wird. In Tit 3,13  heißt es: „Zenas, den Rechtsgelehrten, und Apollos rüste sorgfältig aus zur Reise, damit ihnen nichts fehle“ (Lutherbibel 2017). Andere Übersetzungen sprechen vom gesetzeskundigen Zenas (Einheitsübersetzung 2016), Zenas, dem Gesetzesgelehrten (Elberfelder Bibel) oder Zenas, dem Rechtskundigen (Gute Nachricht Bibel), um nur einige Beispiele zu nennen. In englischen Übersetzungen ist von Zenas the Lawyer die Rede, das heißt Zenas der Anwalt.

## Exegese
Im Kontext des Titusbriefs ist der Vers 3,13 ein knappes Empfehlungsschreiben für Zenas und Apollos (hier ist vermutlich der in der Apostelgeschichte des Lukas mehrfach erwähnte Apollos gemeint). Titus als Briefempfänger soll sie mit allem versehen, was sie für ihre Weiterreise brauchen. Das dabei vorgestellte Szenario ist folgendes: Zenas und Apollos befanden sich bei Paulus, nahmen den von ihm verfassten Titusbrief nach Kreta mit und übergaben ihn dort an Titus. Bei ihm planten sie kurz zu bleiben, dann aber mit unbekanntem Ziel weiterzureisen.
Der Name Zēnãs ist kontrahiert aus altgriechisch Ζηνόδωρος Zenódōros, das heißt Geschenk des Zeus. Wie Papyri und Inschriften belegen, war diese Kurzform vom 1. Jahrhundert v. Chr. bis 3. Jahrhundert n. Chr. weit verbreitet.
Die Berufsbezeichnung ho nomikós soll Zenas von anderen Trägern des gleichen Namens unterscheiden. Damit war ein Kenner des geltenden Rechts gemeint, sei es dass er an einem Gericht als Beisitzer oder Rechtsbeistand fungierte oder als Notar Urkunden beglaubigte. Die ägyptischen Papyri zeigen, dass häufig Urkundenschreiber sowie Gutachter vor Gericht so bezeichnet wurden, meist ging es dabei um lokales, nicht um römisches Recht.
In den Evangelien (einmal bei Matthäus, mehrfach bei Lukas) ist ho nomikós ein Kenner des jüdischen Gesetzes. Die ältere Exegese (von Johannes Chrysostomos bis Johannes Calvin) sah auch Zenas als jüdischen Gesetzeskundigen, während seit Hugo Grotius die Deutung als römischer Jurist bzw. Kenner des lokalen hellenistischen Rechts bevorzugt wird.

## Rezeptionsgeschichte
In den Akten des Paulus und der Thekla gibt es einen Zenon, der als Sohn des im 2. Timotheusbrief genannten Onesiphoros. bezeichnet wird; dabei handelt es sich wahrscheinlich um den im Titusbrief genannten Zenas.
Der rechtskundige Zenas wird im Chronicon Paschale, bei Pseudo-Dorotheus, Pseudo-Epiphanius und Pseudo-Hippolyt als einer der namenlosen siebzig Jünger gezählt, die Jesus in die Dörfer Galiläas aussandte, wie in Lk 10,1–24  erwähnt. In diesen Quellen wird er aus unbekannten Gründen als Bischof von Diospolis bezeichnet, d. h. Lydda in Palästina.
Abgeleitet aus Tit 3,13 , gilt Zenon der Rechtsgelehrte auch als Verfasser der apokryphen Titus-Akten, in denen er allerdings selbst keine Rolle spielt. Die Acta Sanctorum erwähnen Zenas am 27. September, im Martyrologium Romanum kommt sein Name dagegen nicht vor.
In der Predigtliteratur wurde Zenas der Rechtsgelehrte als Modell für christliche Juristen thematisiert.
Zenas wird von der orthodoxen Kirche als Heiliger verehrt (4. Januar).